# Servières
Servières is een plaats en voormalige gemeente in het Franse departement Lozère in de regio Occitanie en telt 169 inwoners (2004). De plaats maakt deel uit van het arrondissement Mende.

## Geschiedenis
Servières is op 1 januari 2019 gefuseerd met de gemeenten Estables, Rieutort-de-Randon, Saint-Amans en La Villedieu tot de gemeente Monts-de-Randon. 

## Geografie
De oppervlakte van Servières bedraagt 19,0 km², de bevolkingsdichtheid is 8,9 inwoners per km².
De onderstaande kaart toont de ligging van Servières met de belangrijkste infrastructuur en aangrenzende gemeenten.

## Demografie
Onderstaande figuur toont het verloop van het inwonertal.